# Ministère d'Urbanisme et Habitat (république démocratique du Congo)
Le Ministère d'Urbanisme et Habitat de la république démocratique du Congo est le ministère responsable de la Construction, du Logement et de l'Urbanisme.

## Missions
- construire des logements ;
- des équipements tant sociocommunautaires que publics ;
- rechercher un équilibre entre le bien-être des habitants ;
- la dynamique économique ;
- l'amélioration des rapports sociaux sans oublier la préservation de l'environnement ;
- aménage de nouveaux quartiers ;
- réhabilite ceux qui n'offrent pas de bonnes conditions de vie à leurs habitants[1].

## Organisation
Le Ministère de l'Urbanisme et Habitat se dote :
- Secrétariat général ;
- du guichet unique de permis de construire
- du fonds national de l'habitat
- de l'agence congolaise de promotion immobilière.
- du code de l'urbanisme[2] .